# Relaciones China-España
Las relaciones sino-españolas son las relaciones bilaterales entre la República Popular China y el Reino de España. Las relaciones diplomáticas fueron establecidas formalmente en la segunda mitad del siglo XIX, aunque los primeros contactos se remontan al siglo XVI. Además, ambos países han desarrollado una asociación estratégica integral.
Actualmente, China es el mayor socio comercial de España fuera de la UE, y su principal socio económico y comercial en Asia.

## Historia

### Precedentes

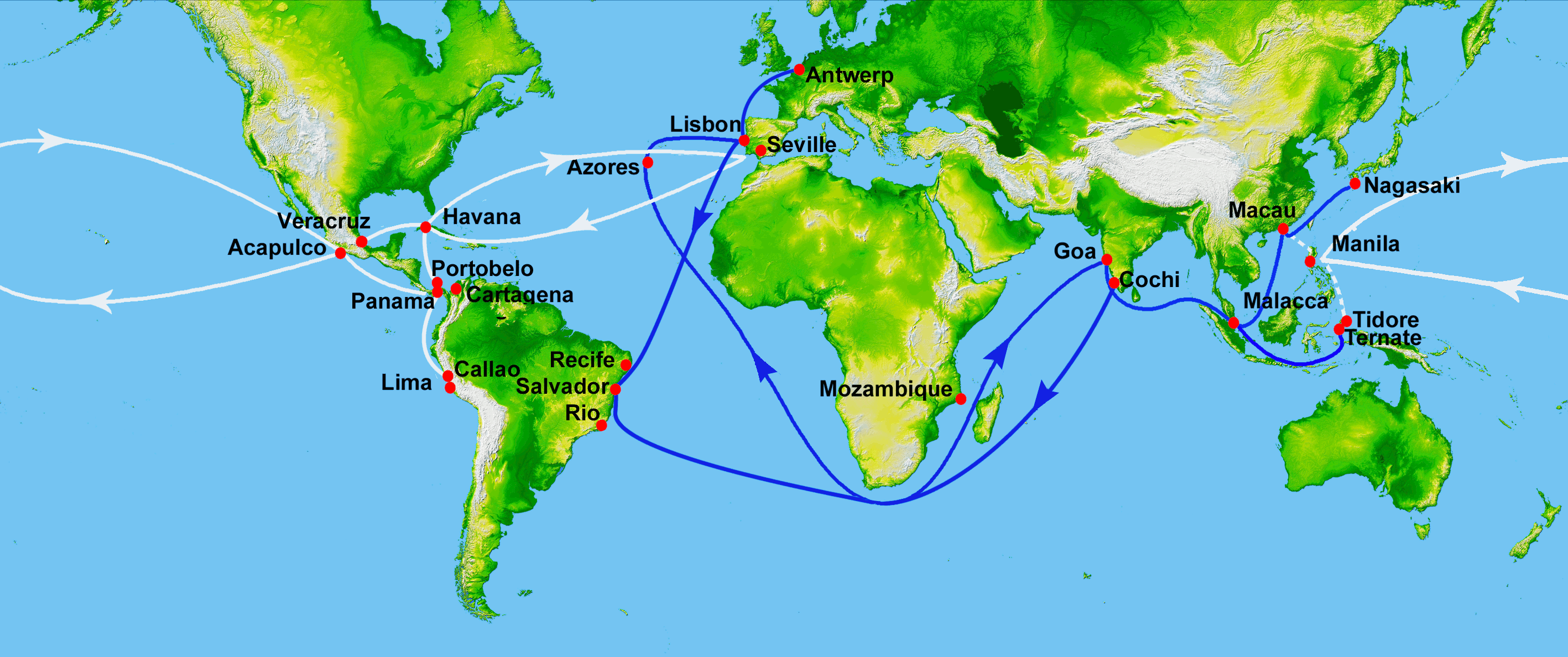
El blanco representa la ruta de los galeones de Manila en el Pacífico y la flota en el Atlántico, que transportaban principalmente plata. (El azul representa las rutas portuguesas que se centraban principalmente en las especias).

En el año 1567 se abrió el puerto comercial español en la ciudad de Manila, que hasta la caída de la dinastía Ming llevó a China más de cuarenta millones de taeles de plata, con unas importaciones chinas anuales que ascendían a 53 000 000 de pesos (cada peso son ocho reales) o 300 000 taeles. Los galeones de Manila eran conocidos en Nueva España como la Nao de China en sus viajes desde las Indias Orientales Españolas porque transportaban principalmente mercancías chinas enviadas desde Manila. La ruta del Galeón de Manila fue el primer caso de globalización, ya que marcó el periodo más temprano de la historia en el que una ruta comercial desde Asia cruzó a las Américas, conectando así todos los continentes del mundo en un comercio global de plata.
El primer contacto formal entre China y España se produjo en el siglo XVI, entre la dinastía Ming y la Capitanía General de Filipinas. Cuando el pirata chino Limahong atacó Manila en 1574, los funcionarios de la provincia de Fujian estaban dispuestos a permitir que los españoles establecieran un puerto comercial en una isla al sur de Xiamen, a cambio de la captura de Limahong. Sin embargo, el gobernador de Filipinas no respondió favorablemente y la oferta quedó en nada cuando Limahong escapó de Manila. Esta circunstancia posibilitó la entrada en 1575 de Martín de Rada en China, quien encabezó la primera misión diplomática española en Fujian. Martín de Rada compró por entonces una copia parcial ilustrada de la novela clásica china Romance de los Tres Reinos para Felipe II, que se conserva hoy en día en la biblioteca del Escorial.

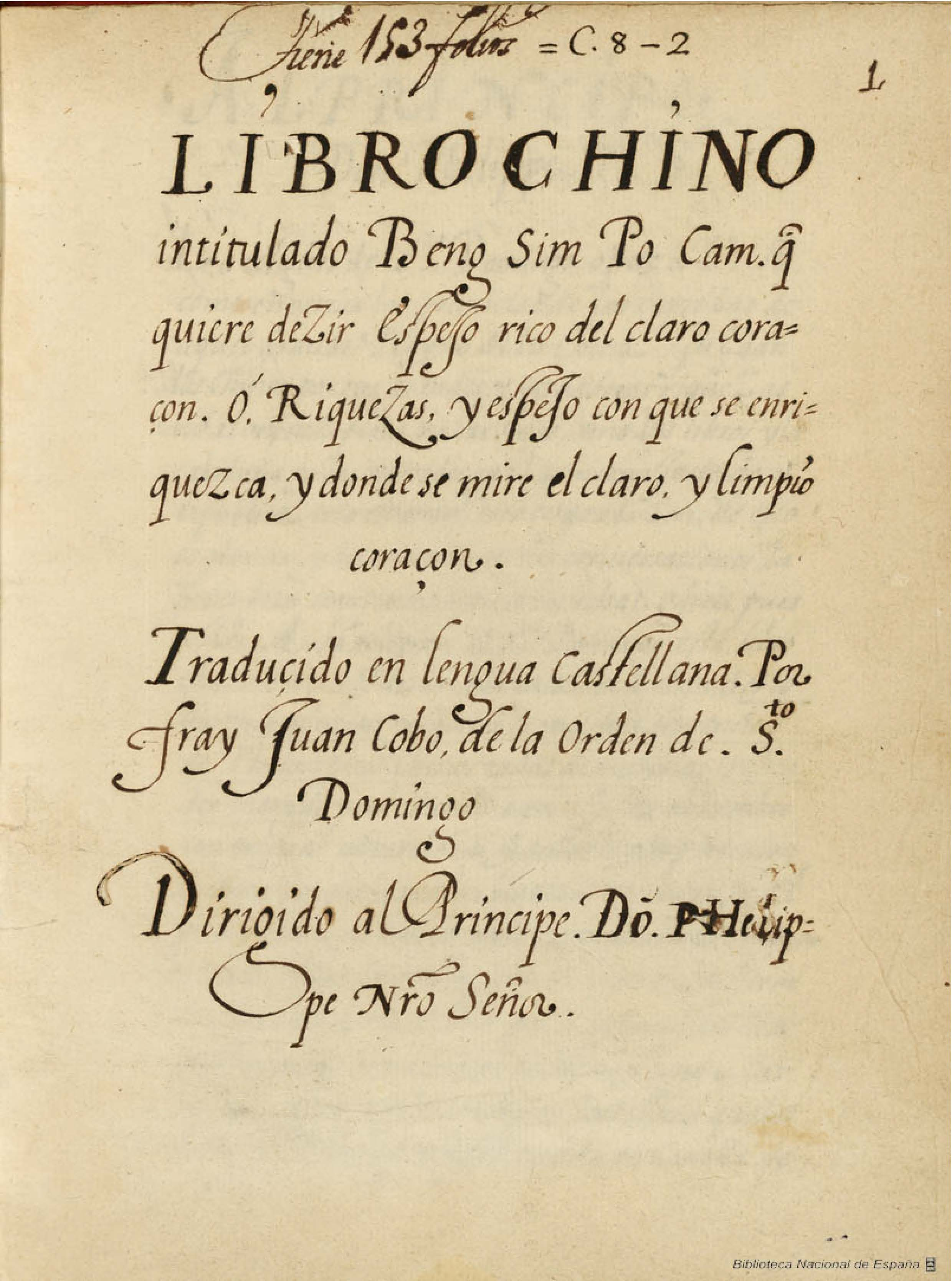
El libro Beng Sim Po Cam fue la primera traducción de un texto chino clásico a un idioma europeo.

En 1590, el fraile Juan Cobo tradujo en español el libro chino Beng Sim Po Cam, que puede traducirse como "Espejo rico del corazón claro". Fue impreso en Manila en 1593 y se considera la primera traducción de un texto chino clásico a un idioma europeo. Cobo tradujo también algunas obras occidentales al chino.

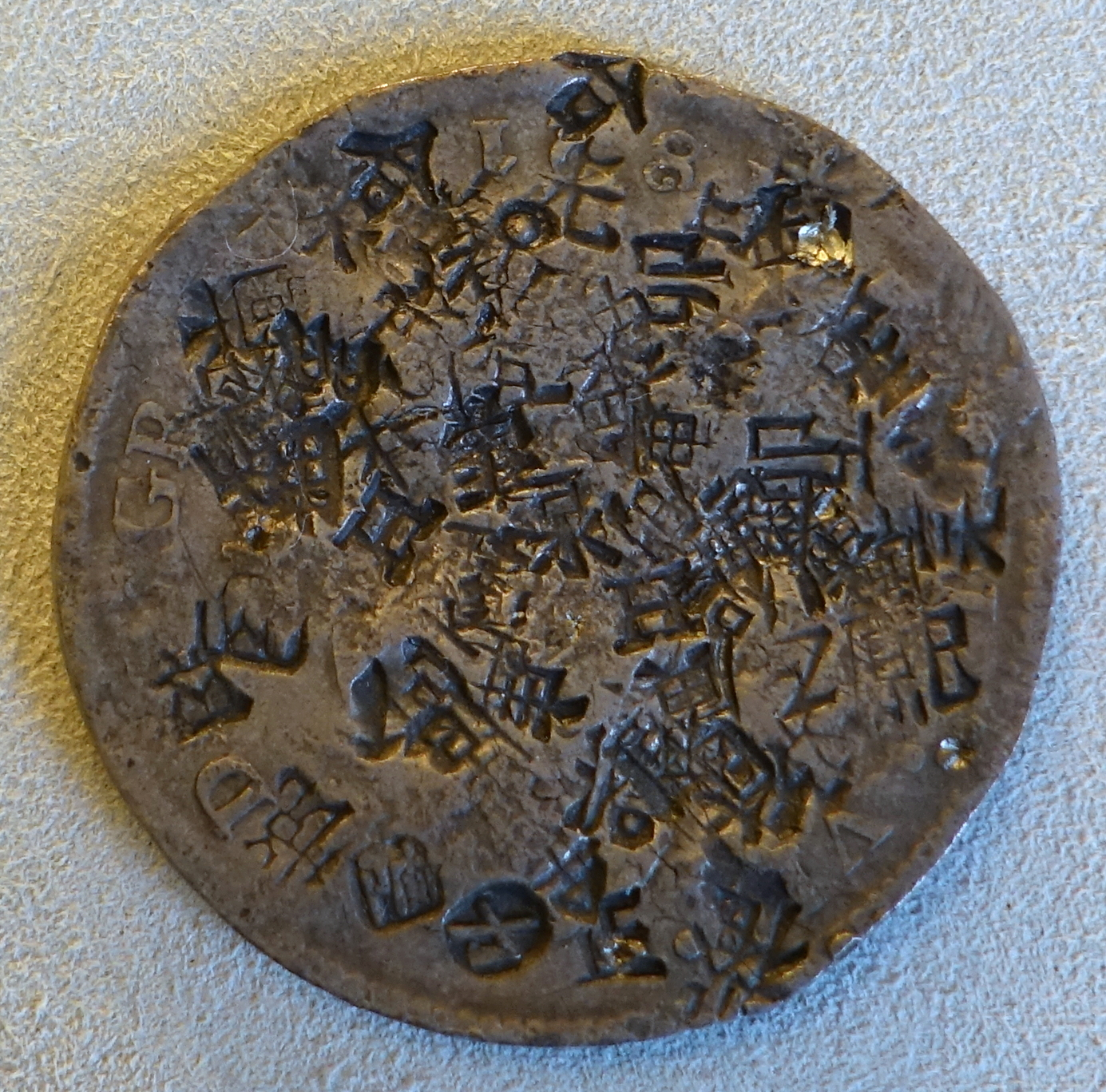
Resellos chinos en un real de a ocho.

El comercio con la China Ming a través de Manila constituyó una importante fuente de ingresos para el Imperio español y una fuente fundamental de ingresos para los colonos españoles en las islas Filipinas. Hasta 1593, zarpaban anualmente dos o más barcos de cada puerto. El comercio de galeones era abastecido por mercaderes procedentes en gran parte de las zonas portuarias de Fujian que viajaban a Manila para vender a los españoles especias, porcelana, marfil, artículos lacados, telas de seda procesada y otras mercancías valiosas. Los cargamentos variaban de un viaje a otro, pero a menudo incluían jade, cera, pólvora y seda de China.
Por aquel entonces, los españoles en Manila planeaban conquistar China. Sin embargo, el proyecto no llegó a recibir la aprobación oficial del rey Felipe II. Por otra parte, la globalización del comercio en la Edad Moderna siguió motivando un elevado interés por la relación potencial entre ambos imperios. Ya que la dinastía Ming prohibía la entrada de extranjeros en el territorio chino, el misionero español Diego de Pantoja entró de manera clandestina en 1599, introduciendo en China conocimientos occidentales sobre la astronomía, la geografía, el reloj solar y el calendario gregoriano, consiguiendo entregar varios regalos al emperador Wanli en 1601, aunque no se le permitió nunca ver al emperador y fue expulsado de Pekín en 1617 junto al resto de jesuitas tras un decreto imperial.
En 1598, los funcionarios cantoneses permitieron que España comerciara en "El Piñal", un puerto en el delta del río Perla cerca de Macao. Los portugueses en Macao reaccionaron violentamente y expulsaron a los españoles del área en 1600.
Durante la dinastía Ming, el junco chino medio que realizaba el viaje desde las Indias Orientales españolas hasta la ciudad de Cantón llevaba consigo ochenta mil pesos, una cifra que aumentó bajo la dinastía Qing ya que hasta mediados del siglo XVIII el volumen de pesos españoles importados había aumentado hasta 235 370 000 (o 169 460 000 taeles). Durante la mayor parte del periodo de la dinastía Qing la plata que circuló en China lo hizo de dos formas, la de los siclos de plata y la de los dólares de plata extranjeros (principalmente dólares españoles procedentes de Filipinas). De 1500 a 1800, las colonias españolas en América produjeron cerca del 80 por ciento de la plata mundial, de la que un 30 por ciento acabó en China.

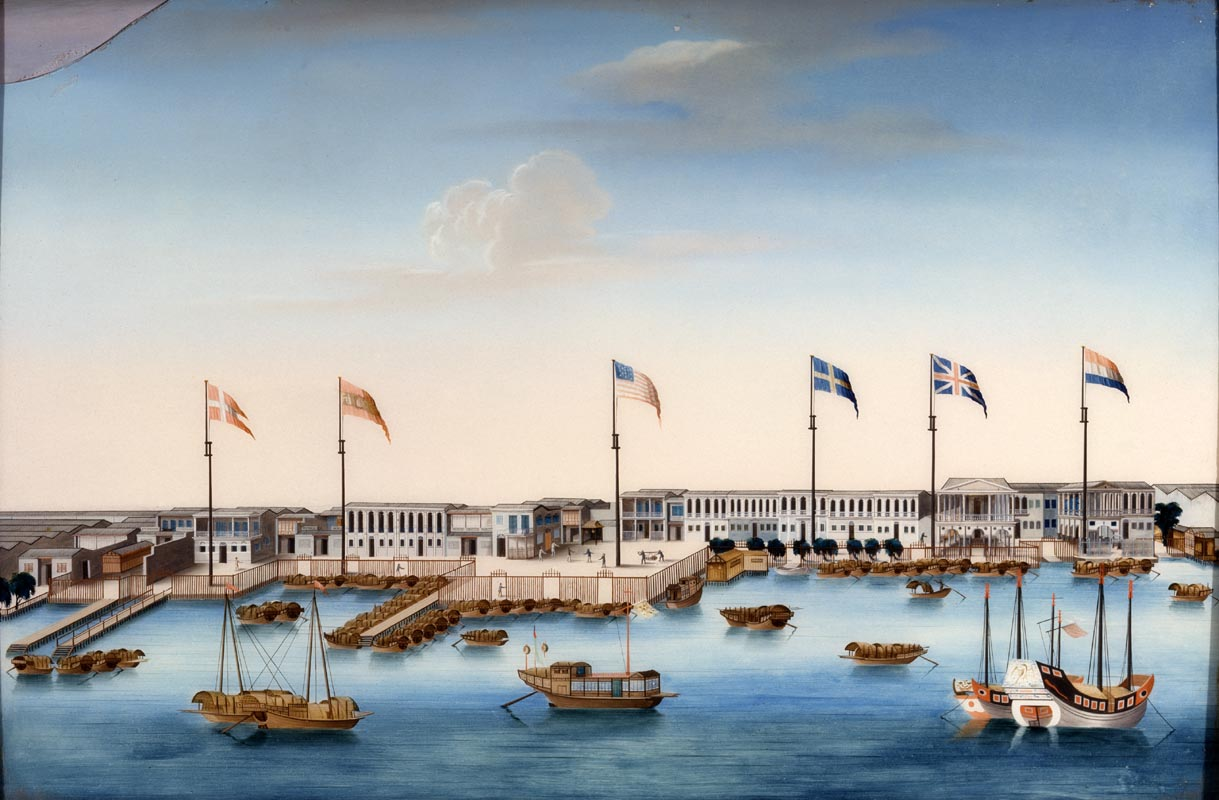
Vista del distrito de las trece factorías de Cantón en 1830, donde se aprecia la factoría española a la derecha de la danesa.

Durante la década de 1780, los españoles empezaron a enviar varios barcos desde Manila a Cantón cada año en lugar del único navío que habían utilizado anteriormente; empezaron a alquilar una factoría permanente en 1788. En la práctica, los supercargueros mayores tendían a preferir Macao durante el verano independientemente, enviando a sus oficiales menores a ocuparse del comercio fuera de temporada. Los «mantones de Manila» —que se hacían en la provincia de Cantón pero llegaban a España a través de Filipinas y México—, hicieron populares los bordados orientales entre los españoles.
Durante el siglo XIX, a pesar del sistema de Cantón que restringía el comercio occidental al puerto de Cantón, a los españoles se les permitió comerciar en Xiamen. Sin embargo, los españoles rara vez utilizaban este privilegio, ya que los comerciantes chinos enviaban sus mercancías de Xiamen a Manila y viceversa, lo que resultaba más rentable para ambas partes.

### Formalización de las relaciones

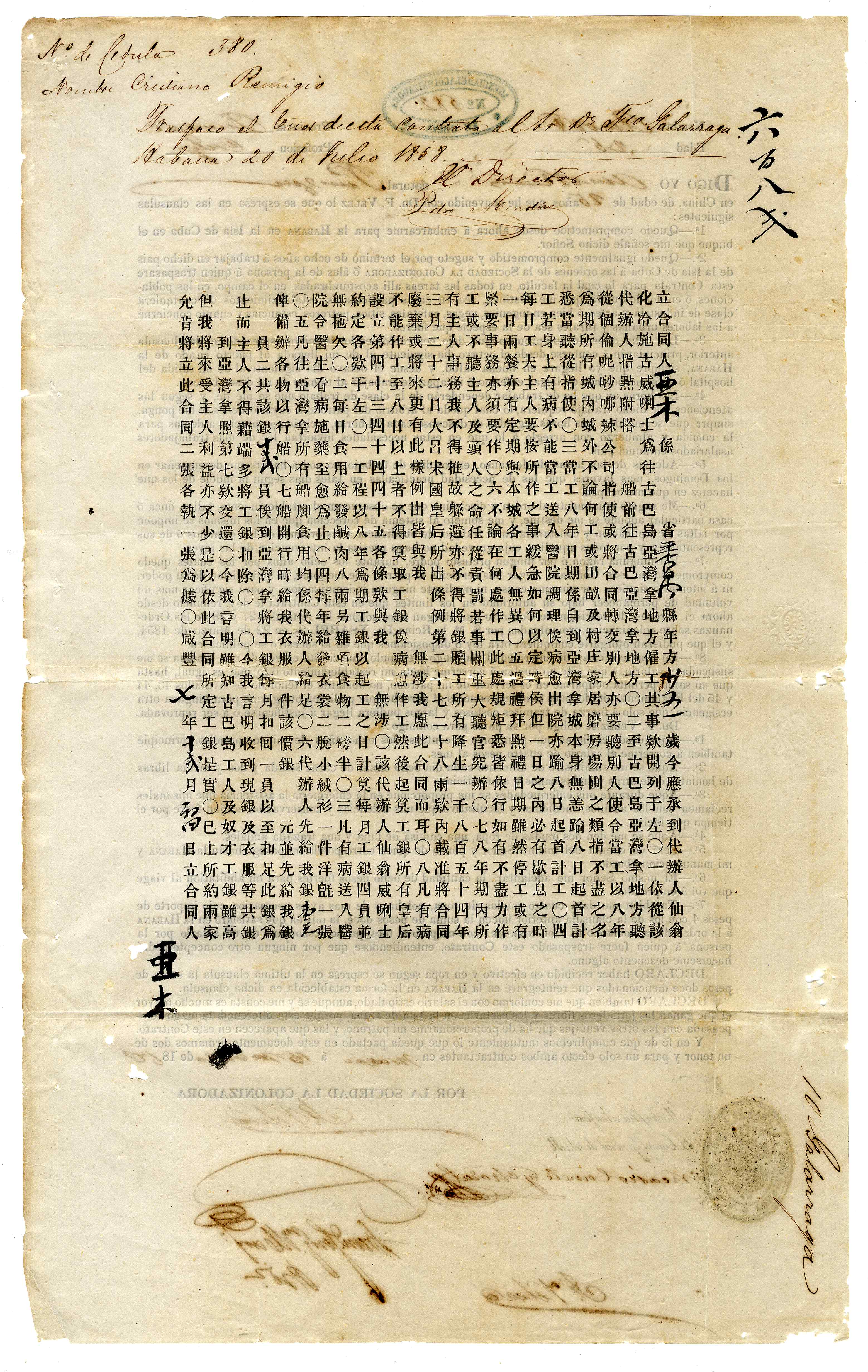
Contrato de jornalero chino (en español por la otra cara), firmado en La Habana, 20 de julio de 1858.

Sinibaldo de Mas fue el primer diplomático enviado por la corte española a visitar tierras chinas en 1844, el primero en negociar y firmar un acuerdo con la dinastía Qing y el primero en abrir una legación española en la capital, Pekín. A pesar de ello, la llegada de representantes Qing a territorios españoles es bastante posterior. La primera visita oficial de un funcionario chino a territorios españoles se produce en 1868, con la llegada a Madrid de Chen Lanbin.
La cuestión de los culíes chinos en Cuba es el origen de la embajada china en Madrid. Tras los informes de la misión china y presiones internacionales, en marzo de 1874 llega a Cuba una comisión encabezada por un alto funcionario Qing, Chen Lanbin, para conocer de primera mano la situación y redactar un informe para el gobierno de Pekín. El mismo Chen es nombrado en 1875 embajador de China en España. Sin embargo, no llegará a Madrid para tomar posesión de la embajada hasta mayo de 1879.
Los culíes chinos lograron emanciparse de su esclavitud en 1877, mediante la firma del Tratado Chino-Español, cuando Chen Lanbin visitó Cuba. El tratado suspendió legalmente la contratación pero no la inmigración.

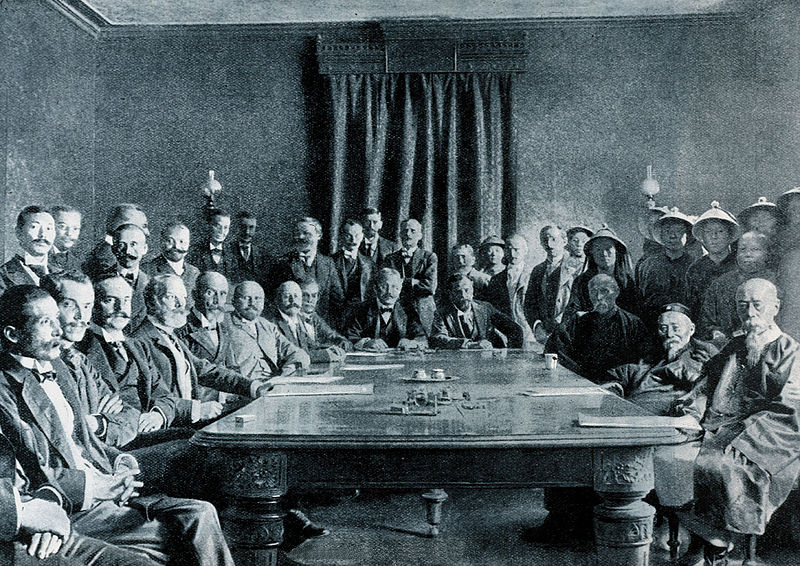
Firma del Protocolo Bóxer. De izquierda a derecha: F.M Knobel de los Países Bajos (solo se ven sus manos); K. Jutaro de Japón; G. S. Raggi de Italia; Joostens de Bélgica; C. von Walhborn de Austria-Hungría; B. J. Cologán de España; M. von Giers de Rusia; A. Mumm del imperio alemán; E. M. Satow del Reino Unido; W. W. Rockhill de los Estados Unidos; P. Beau de Francia; I-Kuang; Li Hongzhang; Príncipe Qing.

En 1894, Bernardo Cólogan y Cólogan-Franchi fue enviado a Pekín como ministro plenipotenciario, cargo que desempeñó durante el levantamiento de los bóxers de junio de 1900. Tras los 55 días de asedio, lideró las negociaciones entre las potencias occidentales y China. Él, como decano, presidió en la sede de la delegación española un centenar de reuniones que concluyeron con la firma del Tratado de Xinchou o «Protocolo Bóxer», documento que él mismo redactó y firmó. Tras casi un año de negociaciones, el 7 de septiembre de 1901 los países extranjeros fijaron una indemnización global de 450 millones de taeles (67 500 000 dólares), de la que los máximos beneficiarios fueron, por este orden, Rusia, Alemania y Francia. La indemnización que recayó a España, la menor de todas, fue de 388 055 taeles (±0,086% del total).
Posteriormente, en 1927, se firmó un tratado de reconocimiento extraterritorial entre el Reino de España y el gobierno nacionalista de Chiang Kai-shek. El cónsul general de España en Shanghái fue también ministro plenipotenciario en China.
Durante la guerra civil española, a pesar de que el bando sublevado reconoció a Manchukuo en 1937, las relaciones fueron puramente protocolarias y el régimen de Franco nunca llegó a abrir una embajada en Manchuria; el gobierno de Manchukuo sí estableció una legación diplomática en Madrid, aunque de escasa influencia y por motivos meramente propagandísticos.
Tras la guerra civil china (1927-1949), las tropas nacionalistas de Chiang Kai-shek, huyendo del avance comunista, establecieron su gobierno en la ciudad de Taipéi, en la isla de Taiwán. España, afín al gobierno de Taipéi, mantuvo relaciones diplomáticas con la China nacionalista (República de China) a través de la Embajada de España en Filipinas desde 1952 a 1960, año en que se estableció la embajada residente en la República de China.

### Una sola China

La política de Una Sola China en la práctica
República Popular China (RPC).
República de China (RDC).
Países que solo reconocen a la RPC.
Países que solo reconocen a la RDC.
Países que reconocen a la RPC y mantienen relaciones informales con la RDC.

Tras un primer contacto directo entre el ministro español de Exteriores, Gregorio López Bravo, y el viceministro de Exteriores chino, Chiao Kuan Hua, en un ejercicio de realpolitik en octubre de 1972, las relaciones diplomáticas entre la República Popular China y la España franquista comenzaron formalmente de forma efectiva a partir del 9 de marzo de 1973. China buscaba aumentar el número de aliados arrebatados a la República de China (Taiwán), mientras que el régimen franquista perseguía la homologación con el resto de países de la Europa Occidental. Posteriormente, estos países, incluida España, se anexionaron con la posición política de «Una sola China».
El primer embajador español en la República Popular China fue Ángel Sanz Briz, mientras que el primer embajador de la República Popular China en España fue Chen Chao Yan. Por otra parte, España sigue manteniendo relaciones a otros niveles con la República de China a través de una oficina consular en Taipéi, capital del país insular, dependiente de la embajada española en Manila, Filipinas.

## Relaciones bilaterales

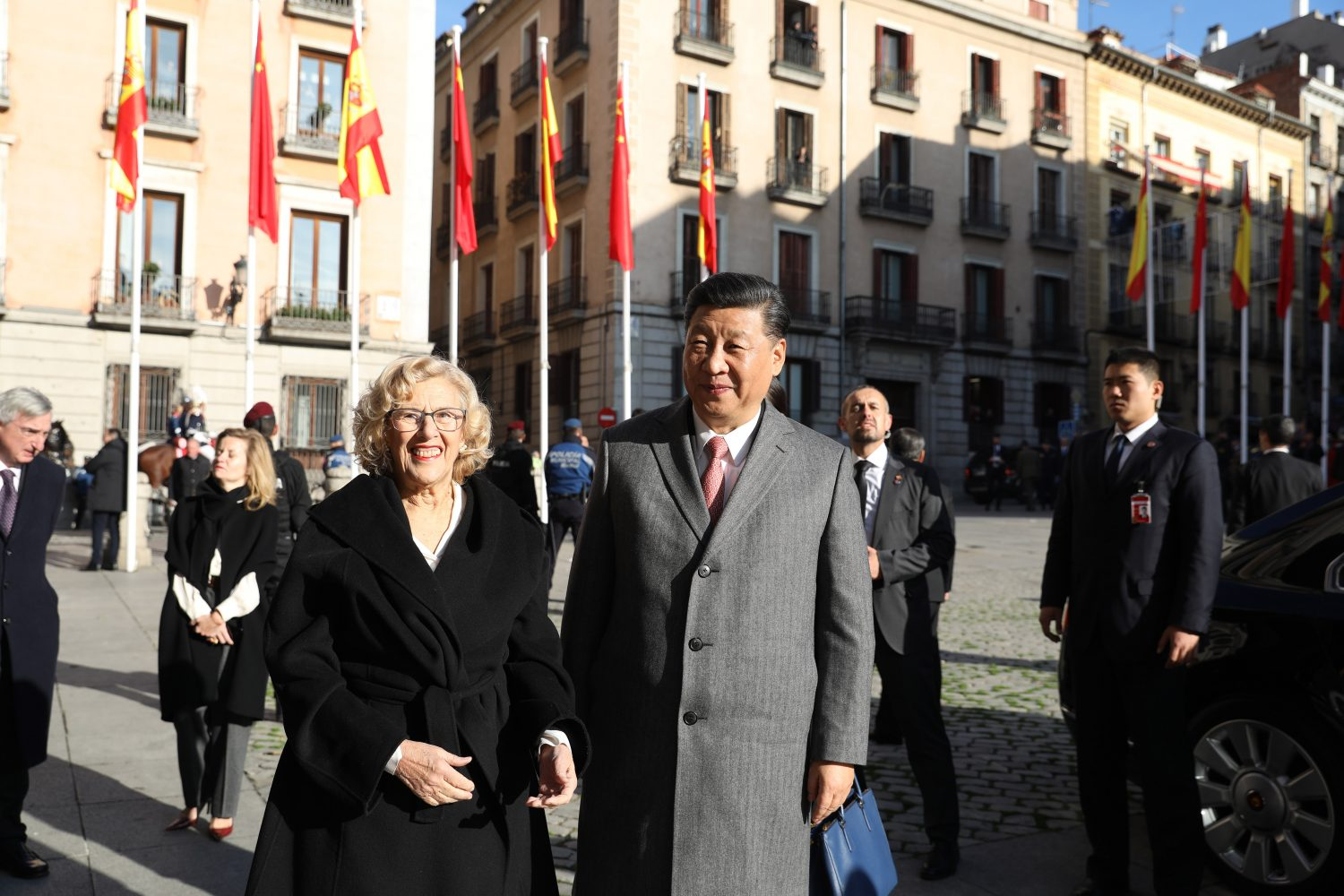
Visita de Xi Jinping a Madrid en 2018.

El 13 de noviembre de 2005, el presidente chino, Hu Jintao, y su esposa, Liu Yongqing, realizaron una visita de Estado a España.
Asimismo, los miembros de la familia real española han visitado China muchas veces. En julio de 2006, los reyes de España, Felipe VI y Letizia Ortiz, visitaron China como príncipes de Asturias, reuniéndose con el primer ministro chino, Wen Jiabao. Además, el Comité Organizador de las Olimpiadas 2008 de Pekín les ofreció un almuerzo en su honor, en el que se dialogó sobre la experiencia española con la preparación de las Olimpiadas 1992 de Barcelona.
España fue sede de la Expo 2008 de Zaragoza, en la cual participó China. Asimismo, China fue sede de la Expo 2010 de Shanghái, en la que España poseía un pabellón. Además, el Año Nuevo chino es una festividad de interés cultural en España, especialmente en Madrid, y se celebra en eventos culturales de inmigrantes chinos integrados en la sociedad española. Por otra parte, cada vez son más las personas atraídas por el baile flamenco en China, donde ya tiene su plaza estable gracias a la apertura internacional que el país asiático ha estado viviendo en los últimos años.
En 2013, se amplió el intercambio y la cooperación en cultura, educación, ciencia y tecnología. Con motivo del 40.º aniversario de las relaciones diplomáticas, ambos países realizaron cerca de 100 representaciones culturales de diversas formas. De hecho, a finales del mismo año, había 24 pares de provincias y ciudades hermanadas entre China y España. Por otra parte, ambos países estudian abordar proyectos comunes en América Latina para estrechar lazos de colaboración.
El volumen de comercio entre ambos países ha crecido de forma considerable en los últimos años. En 2014, se inauguró la línea Madrid-Yiwu, la red ferroviaria de mercancías que conecta los dos países a través de Eurasia, siendo la infraestructura de transporte más larga del mundo.
En 2016, la Guardia Civil registró la sede del banco estatal chino ICBC en Madrid por blanquear el dinero de varias organizaciones criminales chinas. La unidad detuvo a cinco ejecutivos de la entidad, entre ellos, el director de la sucursal, quienes fueron condenados en 2020 por la Audiencia Nacional.
En 2017, España importó de China por valor de 25 661 millones de euros y exportó por 6257 millones. Además, en 2018, China se convirtió en el sexto mayor socio comercial de España. Por otra parte, como ocurre con casi todos los países de Europa, el comercio bilateral entre China y España se caracteriza por un déficit crónico. Sin embargo, este ha ido mejorando notablemente en los últimos años gracias al aumento de las exportaciones españolas, ya que, si se incluye Hong Kong (territorio aduanero distinto) y otras exportaciones con participación española, el avance en el índice de cobertura es bastante superior al que apuntan las estadísticas comerciales oficiales chinas. Asimismo, España mantiene un alto grado de preocupación y valoración positiva del acuerdo comercial China–UE, prestando mucha atención a la protección de la marca de los productos españoles que entran en el mercado chino. De hecho, China es el principal país exportador para España en Asia, a la vez que España se ha convertido en uno de los países más populares para los inversores chinos. Ambos países también han estrechado lazos en materia de investigación tecnológica para impulsar proyectos conjuntos sobre el hidrógeno verde y las energías renovables, además de invertir en vehículos eléctricos.
En 2018, durante la visita de Estado de Xi Jinping, España rechazó sumarse a la Iniciativa de la Franja y la Ruta. Paralelamente, el entonces diputado José Manuel Villegas exigió al presidente del Gobierno que tratara el tema de los derechos humanos en las reuniones que mantuviera con el mandatario chino.
En 2019, los embajadores ante la ONU de 22 naciones, entre ellas España, firmaron una carta conjunta dirigida al Consejo de Derechos Humanos de las Naciones Unidas en la que condenaban los supuestos malos tratos infligidos por China a los uigures, así como a otros grupos minoritarios, e instaban al gobierno chino a cerrar los campos de internamiento de Xinjiang.

### Pandemia de COVID-19
Durante la crisis de COVID-19, en abril de 2020 se informó de que 640 000 kits de test de antígenos del coronavirus, que a su vez eran sustituciones de kits defectuosos suministrados anteriormente, comprados a la empresa china 'Bioeasy', habían resultado defectuosos, lo que llevó a España a solicitar su reembolso. El Ministerio de Sanidad español informó que las mascarillas defectuosas compradas a la empresa china 'Garry Galaxy' habían provocado infecciones entre el personal sanitario, lo que obligó a aislar a más de mil miembros del personal sanitario español.
En 2021, el régimen chino bloqueó el acceso en la China continental a las páginas web de los periódicos españoles El País, El Confidencial y ABC, entre otros medios de prensa occidentales. Antes de producirse la pandemia de COVID-19, tanto China como Italia fueron los países donde más se valoraba a España popularmente. Por otra parte, en 2022, un 63% de los españoles tenía una mala opinión de la política china.

### Actualidad
Se ha atestiguado desde hace siglos la atracción mutua entre las civilizaciones china y española. Asimismo, tanto China como España mantienen relaciones amistosas y los lazos chino-españoles se han impulsado sobre un desarrollo sólido y estable. Ambos países conmemoraron el 50.º aniversario de sus relaciones diplomáticas en 2023, considerado como el "Año de la Cultura y el Turismo China-España", a fin de mejorar el entendimiento mutuo y la amistad entre los dos pueblos, buscando intensificar los intercambios culturales entre dos civilizaciones con una larga historia, además de promover la apertura de más Institutos Cervantes en China.
Hoy en día, China es el país con la mayor cantidad de estudiantes que aprenden español en el mundo, donde más de 100 colegios y universidades ofrecen especializaciones sobre la lengua española. Y cada vez son más los jóvenes españoles que aprenden chino en el Centro Cultural de China en Madrid y en los Institutos Confucio.

## Misiones diplomáticas
- China tiene una embajada en Madrid y un consulado-general en Barcelona.[64]
- España tiene una embajada en Pekín y consulados-generales en Cantón, Hong Kong y Shanghái.[65]

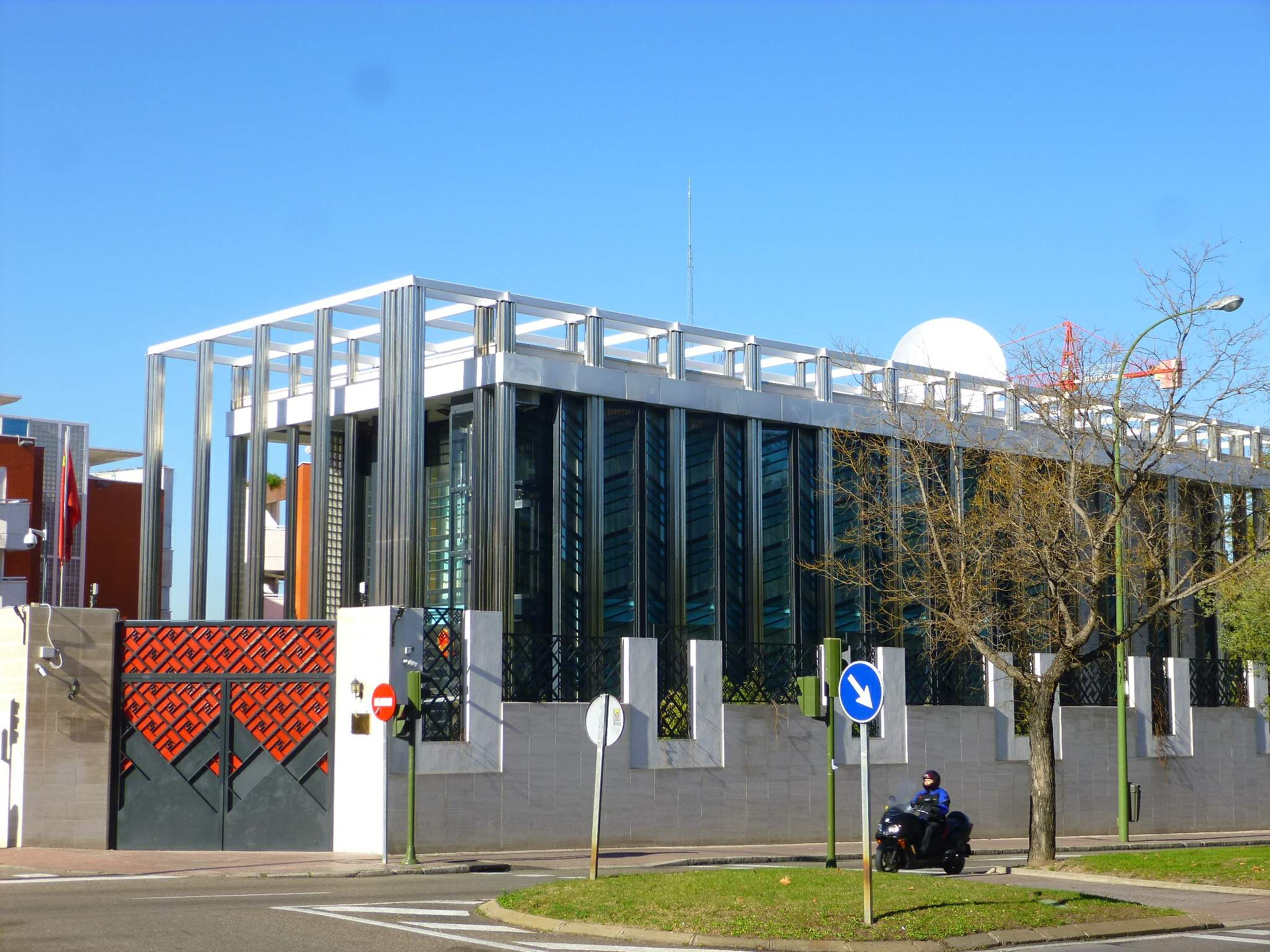
Embajada de China en Madrid.
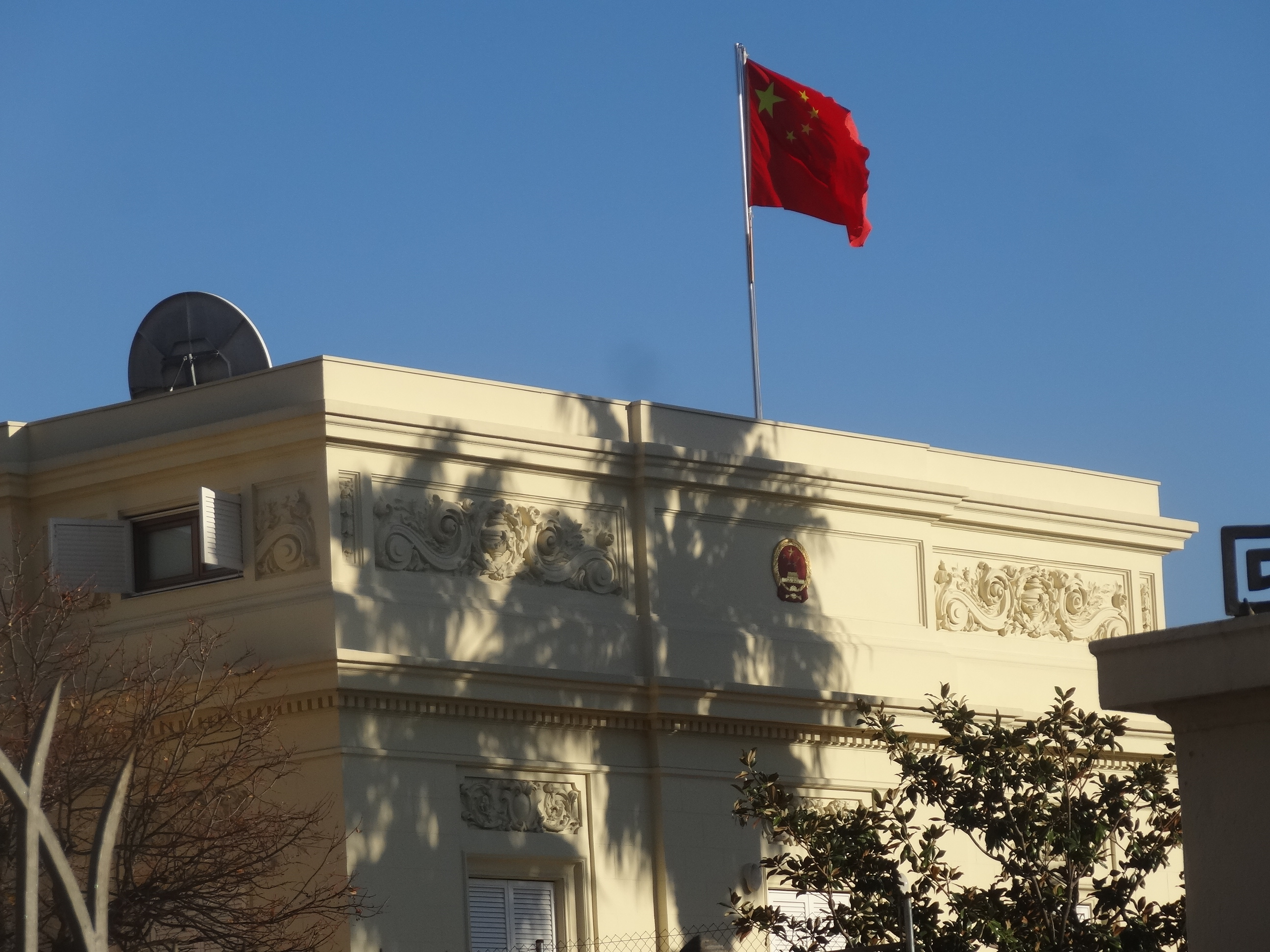
Consulado-General de China en Barcelona.